# DDR-Rundfahrt 1983
Die 31. DDR-Rundfahrt fand vom 20. bis zum 26. Juni 1983 statt. Sie führte mit einem Prolog und sieben Etappen über 938,8 km. Gesamtsieger wurde Olaf Ludwig, der zum ersten Mal die Rundfahrt gewann.

## Trikots
Bei dieser Rundfahrt wurden sechs Trikots vergeben: das Gelbe Trikot des Gesamtbesten, das Blaue der besten Mannschaft, das Violette des aktivsten Fahrers, das Grüne des besten Bergfahrers, das Rosa des vielseitigsten Fahrers und das Weiße des besten Nachwuchsfahrers.

## Etappen
Die Rundfahrt erstreckte sich mit einem Prolog und sieben Etappen über 938,8 km.

### Prolog:Zwickau, 4,8 km
|    | Fahrer          | Mannschaft         | Zeit     |
| -- | --------------- | ------------------ | -------- |
| 1. | Olaf Ludwig     | DDR I              | 5:41 min |
| 2. | Milan Jurčo     | ČSSR               | 5:48 min |
| 3. | Falk Boden      | DDR I              | 5:56 min |
| 4. | Uwe Raab        | DDR I              | 5:58 min |
| 5. | Michal Klasa    | Bohemia-Auswahl    | 6:00 min |
| 6. | Peter Scheibner | SC Karl-Marx-Stadt | 6:00 min |

### 1. Etappe: Rund um Zwickau, 142 km
|    | Fahrer          | Mannschaft        | Zeit       |
| -- | --------------- | ----------------- | ---------- |
| 1. | Uwe Ampler      | DDR I             | 3:37:02 h  |
| 2. | Luděk Štyks     | ČSSR              | + 0:05 min |
| 3. | Uwe Raab        | DDR I             | + 1:08 min |
| 4. | Olaf Ludwig     | DDR I             | + 1:13 min |
| 5. | Matthias Kittel | SC Turbine Erfurt | + 1:13 min |
| 6. | Martin Goetze   | SC DHfK Leipzig   | + 1:13 min |

### 2. Etappe: ZumSachsenring, 134 km
|    | Fahrer            | Mannschaft        | Zeit       |
| -- | ----------------- | ----------------- | ---------- |
| 1. | Andreas Petermann | DDR I             | 3:30:57 h  |
| 2. | Jiří Škoda        | ČSSR              | + 0:05 min |
| 3. | Olaf Ludwig       | DDR I             | + 0:26 min |
| 4. | Tadeusz Krawczyk  | Polen             | + 0:31 min |
| 5. | Hubert Denstedt   | SC Turbine Erfurt | + 0:31 min |
| 6. | Frank Herzog      | SC DHfK Leipzig   | + 0:31 min |

### 3. Etappe: ZumSchleizer Dreieck, 181 km
|    | Fahrer         | Mannschaft                | Zeit       |
| -- | -------------- | ------------------------- | ---------- |
| 1. | Falk Boden     | DDR I                     | 4:39:25 h  |
| 2. | Milan Jurčo    | ČSSR                      | + 0:05 min |
| 3. | Lutz Lötzsch   | DDR II                    | + 0:10 min |
| 4. | Mathias Vierke | ASK Vorwärts Frankfurt/O. | + 0:15 min |
| 5. | Holger Müller  | SC Karl-Marx-Stadt        | + 0:15 min |
| 6. | Olaf Ludwig    | DDR I                     | + 0:24 min |

### 4. Etappe: Rund um dasVogtland, 169 km
|    | Fahrer        | Mannschaft      | Zeit       |
| -- | ------------- | --------------- | ---------- |
| 1. | Olaf Ludwig   | DDR I           | 4:41:22 h  |
| 2. | Jiří Škoda    | ČSSR            | + 1:08 min |
| 3. | Uwe Ampler    | DDR I           | + 1:13 min |
| 4. | Lutz Lötzsch  | DDR II          | + 1:18 min |
| 5. | Martin Goetze | SC DHfK Leipzig | + 5:39 min |
| 6. | Falk Boden    | DDR I           | + 5:39 min |

### 5. Etappe: Zwickau –Reichenbach– Zwickau (Einzelzeitfahren), 29 km
|    | Fahrer       | Mannschaft | Zeit       |
| -- | ------------ | ---------- | ---------- |
| 1. | Olaf Ludwig  | DDR I      | 36:42 min  |
| 2. | Milan Jurčo  | ČSSR       | + 0:21 min |
| 3. | Bernd Drogan | DDR I      | + 0:36 min |
| 4. | Uwe Ampler   | DDR I      | + 0:46 min |
| 5. | Uwe Raab     | DDR I      | + 0:54 min |
| 6. | Jiří Škoda   | ČSSR       | + 0:55 min |

### 6. Etappe:Kriteriumin Zwickau, 75 km
|    | Fahrer          | Mannschaft                | Zeit       |
| -- | --------------- | ------------------------- | ---------- |
| 1. | Uwe Raab        | DDR I                     | 1:36:01 h  |
| 2. | Luděk Štyks     | ČSSR                      | + 0:05 min |
| 3. | Olaf Ludwig     | DDR I                     | + 1:15 min |
| 4. | Hubert Denstedt | SC Turbine Erfurt         | + 1:20 min |
| 5. | Matthias Kittel | SC Turbine Erfurt         | + 1:20 min |
| 6. | Hardy Gröger    | ASK Vorwärts Frankfurt/O. | + 1:20 min |

### 7. Etappe: Rund imErzgebirge, 204 km
|    | Fahrer          | Mannschaft                | Zeit       |
| -- | --------------- | ------------------------- | ---------- |
| 1. | Bernd Drogan    | DDR I                     | 6:12:46 h  |
| 2. | Hardy Gröger    | ASK Vorwärts Frankfurt/O. | + 0:05 min |
| 3. | Uwe Raab        | DDR I                     | + 0:10 min |
| 4. | Hubert Denstedt | SC Turbine Erfurt         | + 0:15 min |
| 5. | Olaf Ludwig     | DDR I                     | + 0:15 min |
| 6. | Matthias Kittel | SC Turbine Erfurt         | + 0:15 min |

## Gesamtwertungen

### Gelbes Trikot (Einzelwertung)
|     | Fahrer        | Mannschaft         | Zeit       |
| --- | ------------- | ------------------ | ---------- |
| 01. | Olaf Ludwig   | DDR I              | 25:03:24 h |
| 02. | Uwe Ampler    | DDR I              | + 1:37 min |
| 03. | Jiří Škoda    | ČSSR               | + 2:11 min |
| 04. | Lutz Lötzsch  | DDR II             | + 4:27 min |
| 05. | Uwe Raab      | DDR I              | + 5:41 min |
| 06. | Milan Jurčo   | ČSSR               | + 6:51 min |
| 07. | Falk Boden    | DDR I              | + 6:57 min |
| 08. | Bernd Drogan  | DDR I              | + 7:07 min |
| 09. | Olaf Jentzsch | DDR II             | + 7:20 min |
| 10. | Holger Müller | SC Karl-Marx-Stadt | + 7:40 min |

### Blaues Trikot (Mannschaft)
|    | Mannschaft                | Zeit        |
| -- | ------------------------- | ----------- |
| 1. | DDR I                     | 75:15:46 h  |
| 2. | ČSSR                      | + 07:50 min |
| 3. | DDR II                    | + 13:19 min |
| 4. | ASK Vorwärts Frankfurt/O. | + 22:50 min |
| 5. | Kuba                      | + 32:25 min |
| 6. | Polen                     | + 44:33 min |

### Violettes Trikot (Aktivster Fahrer)
|    | Fahrer            | Mannschaft | Punkte |
| -- | ----------------- | ---------- | ------ |
| 1. | Andreas Petermann | DDR I      | 15     |
| 2. | Jiří Škoda        | ČSSR       | 14     |
| 3. | Olaf Ludwig       | DDR I      | 13     |

### Grünes Trikot (Bester Bergfahrer)
|    | Fahrer               | Mannschaft                | Punkte |
| -- | -------------------- | ------------------------- | ------ |
| 1. | Olaf Jentzsch        | DDR II                    | 43     |
| 2. | Andrzej Mierzejewski | Polen                     | 42     |
| 3. | Mathias Vierke       | ASK Vorwärts Frankfurt/O. | 24     |

### Rosa Trikot (Vielseitigster Fahrer)
|    | Fahrer            | Mannschaft | Punkte |
| -- | ----------------- | ---------- | ------ |
| 1. | Olaf Ludwig       | DDR I      | 14     |
| 2. | Andreas Petermann | DDR I      | 12     |
| 3. | Luděk Štyks       | ČSSR       | 10     |

### Weißes Trikot (Nachwuchsfahrer)
|    | Fahrer       | Mannschaft |
| -- | ------------ | ---------- |
| 1. | Uwe Ampler   | DDR I      |
| 2. | Uwe Raab     | DDR I      |
| 3. | Mario Kummer | DDR II     |

## Anmerkung
1. ↑  Bei allen Zeitangaben sind die Etappenzeitgutschriften bereits mit eingerechnet.